# 藤崎ミシェル
藤崎 ミシェル（ふじさき ミシェル、4月27日 - ）は、日本のタレント。本名、あみミシェル藤崎。アメリカ合衆国フロリダ州生まれ、福岡県育ち。

## 略歴
父親が日本人で母親がアメリカ人のハーフ。ミドルネームがミシェルであるため芸名に用いている。
学生の頃両親が離婚。日本人の父親側に引きとられ父が再婚、母親はフロリダに移住。英語しか話せないまま福岡の学校に転校し、覚えた最初の日本語が博多弁だったため、本人曰く何年も特訓したが方言が抜けない。このため方言混じりのリポートをする事が特徴になる。
福岡第一高等学校卒業。かつては、ニューヨークでnobu nakanoの2006年から2008年のファッションモデル、後に福岡市天神地下街のファッションモデル、大阪オートメッセなどのイベントガール、ヘアーショーなどのモデルなどを、後に『ブルマ』の相方となる浜園みかとともに務めていた。
日本のお笑いやバラエティー番組好きであり、笑いを学ぶため、2009年9月に浜園みかとお笑いコンビ『ブルマ』を結成。ボケ役を担当していた。
2011年12月2日、『ブルマ』としての活動中止を発表。この後はタレントに転向して活動を継続、現在は主にバラエティ番組や報道番組のリポーターや地方番組のMCなど務めている。また、福岡に帰郷した元相方・浜園が開業したボディージュエリー専門サロンのイメージモデルも務めている。
2015年年末からピアニスト青木晋太郎とユニットLapis color（ラピスカラー）を結成し、歌手活動を開始。2016年から、アプリCchannelよりDIY動画の配信をスタート。
2017年4月に所属事務所を退社し、フリーで活動開始。

## 人物
- 血液型はO型。
- 特技は歌。歌は子供の時から教会で歌っていた。趣味は音楽鑑賞（J-POP、洋楽共に詳しいところがある[7]）、熱帯魚飼育、水草飼育研究、手芸、料理、イラスト[3]。
- 心理カウンセラー、ツアーコンダクター[8]、ホームヘルパー2級の資格を取得している[3]。
- かつては敬語が話せなかったため、福岡の一流ホテルに7年ほど勤務し、学んだことがある[7]。また、芸能の仕事をしながら介護施設に3年ほど勤務していた[9]。
- アメリカの占い師ドリーン・バーチューから占い師として公認される。

## 出演

### テレビ
- news every. 特集コーナー（2016年、日本テレビ） - リポーター
- いいものがたり（TOKYO MX TV）
- 所さんのニッポンの出番!（2015年、TBS） - 準レギュラー
- 夕なび（2015年、J:COM神奈川） - 生中継リポーター
- ジモトピたまろくと（2014年、J:COM西東京） - MC
- あいのり2 カンボジア編（2012年4月、フジテレビTWO）
- 世界まる見え!テレビ特捜部 DX特別版（2012年4月15日、日本テレビ） - リポーター
- いまどこ!?イレブン（2014年、J:COMチャンネル） - 中継リポーター
- Nスタ（2014年、TBS） - リポーター
- 世界の日本人妻は見た!（2014年3月25日、毎日放送）
- 真夜中のおバカ騒ぎ!（チバテレビ・TOKYO MX）

### ラジオ
- 夜トレ（ラジオNIKKEI） - レギュラー
- Emotional Beat 姫ラジ（レインボータウンFM） - 第2土曜日レギュラー
- 大谷ノブ彦 キキマス!（2014年、ニッポン放送） - 木曜日中継リポーター
- FX三姉妹（2013年6月26日、ラジオNIKKEI第1放送）
- オールナイトニッポンGOLD お笑い年またぎSP（2013年12月31日 - 2014年1月1日、ニッポン放送） - MC

### 映画
- 青い青い空（2010年10月、浜松・浜名湖地域振興映画製作プロジェクト） - 英語教師デビー・ケラー 役

### 音楽
- PCゲーム「穢翼のユースティア」挿入歌『Close My Eyes』（2011年4月28日、Side Connection Music） - Ami Fujisaki名義
- 「ポテッコベイビーズ」イメージソングVol.3『食べてね…私』（2011年8月15日） - ミシェル名義

### モデル
- アパレルブランド「La belle Étude」カタログモデル（2014年）
- アパレルブランド「slick mist」モデル（2015年）